# Nell Hall Hopman
Eleanor «Nell» Mary Hall Hopman (Sydney, 9 de març de 1909 − Hawthorn, Austràlia, 10 de gener de 1968) va ser una tennista australiana activa durant les dècades 1930, 1940 i 1950. Es va casar amb el tennista i entrenador Harry Hopman.

## Biografia
Filla de Charles Ernest Hall i Mabel Gertrude, va néixer al barri Coogee de Sydney. Va estudiar al Claremont College de Randwick i es va llicenciar al Royal College of Music de Londres. Malgrat les seves aptituds en música va preferir centrar-se en el tennis on també va destacar en la seva etapa estudiantil.
Va formar parella amb les proves mixtes amb Harry Hopman a partir de 1930 i es van casar l'any 1934.
En retirar-se com a tennista va treballar en diverses administracions relacionades amb el tennis, destacant que fou la primera consellera en Lawn Tennis Association de Victòria l'any 1947. Va ser una de les impulsores de la creació de la Copa Federació com a equivalent de la Copa Davis en categoria femenina l'any 1962.
Va ser condecorada com a Comandant de l'Orde de l'Imperi Britànic l'any 1962.

## Torneigs de Grand Slam

### Individual: 2 (0−2)
| Resultat  | Núm. | Any  | Campionat                    | Oponent              | Marcador |
| --------- | ---- | ---- | ---------------------------- | -------------------- | -------- |
| Finalista | 1.   | 1939 | Australian Championships     | Emily Hood Westacott | 1−6, 2−6 |
| Finalista | 2.   | 1947 | Australian Championships (2) | Nancye Wynne Bolton  | 3−6, 2−6 |

### Dobles femenins: 4 (1−3)
| Resultat   | Núm. | Any  | Campionat                    | Parella              | Oponents                              | Marcador      |
| ---------- | ---- | ---- | ---------------------------- | -------------------- | ------------------------------------- | ------------- |
| Finalista  | 1.   | 1935 | Australian Championships     | Louise Bickerton     | Evelyn Dearman Nancy Lyle             | 3−6, 4−6      |
| Finalista  | 2.   | 1937 | Australian Championships (2) | Emily Hood Westacott | Thelma Coyne Long Nancye Wynne Bolton | 2−6, 2−6      |
| Guanyadora | 1.   | 1954 | Internationaux de France     | Maureen Connolly     | Maud Galtier Suzanne Schmitt          | 7−5, 4−6, 6−0 |
| Finalista  | 3.   | 1955 | Australian Championships (3) | Gwen Thiele          | Mary Bevis Hawton Beryl Penrose       | 5−7, 1−6      |

### Dobles mixts: 6 (4−2)
| Resultat   | Núm. | Any  | Campionat                    | Parella      | Oponents                            | Marcador       |
| ---------- | ---- | ---- | ---------------------------- | ------------ | ----------------------------------- | -------------- |
| Guanyadora | 1.   | 1930 | Australian Championships     | Harry Hopman | Marjorie Cox Crawford Jack Crawford | 11−9, 3−6, 6−3 |
| Finalista  | 1.   | 1935 | Wimbledon Championships      | Harry Hopman | Dorothy Round Little Fred Perry     | 5−7, 6−4, 2−6  |
| Guanyadora | 2.   | 1936 | Australian Championships (2) | Harry Hopman | May Blick Abe Kay                   | 6−2, 6−0       |
| Guanyadora | 3.   | 1937 | Australian Championships (3) | Harry Hopman | Dorothy Stevenson Don Turnbull      | 3−6, 6−3, 6−2  |
| Guanyadora | 4.   | 1939 | Australian Championships (4) | Harry Hopman | Margaret Wilson John Bromwich       | 6−8, 6−2, 6−3  |
| Finalista  | 2.   | 1940 | Australian Championships     | Harry Hopman | Nancye Wynne Bolton Colin Long      | 5−7, 6−2, 4−6  |

## Trajectòria

### Individual
| Australian Championships | 1R | 1R | A | QF | QF | SF | QF | 2R | SF | F | SF | ... | QF | F  | QF | 2R | QF | QF | 2R | 2R | QF | QF | 2R | 2R | 1R | 2R | 1R | 2R | 2R | ... | A  | 0 / 27 |
| Internationaux de France | A  | A  | A | A  | 1R | 2R | A  | A  | 3R | A | NC | ... | A  | A  | A  | A  | A  | A  | 1R | 1R | 1R | 2R | 1R | A  | A  | 1R | A  | 1R | 2R | ... | 1R | 0 / 12 |
| Wimbledon | A  | A  | A | A  | 3R | 2R | A  | A  | 1R | A | NC | ... | A  | 4R | A  | A  | A  | A  | 3R | 3R | 1R | 2R | 2R | A  | A  | 2R | A  | 1R | A  | ... | A  | 0 / 11 |
| US Championships | A  | A  | A | A  | A  | A  | A  | A  | 3R | A | A  | ... | A  | 2R | A  | A  | A  | A  | A  | 2R | 2R | 2R | 1R | A  | A  | 2R | A  | A  | 2R | ... | A  | 0 / 8  |
| Llegenda: G: Guanyadora; F: Finalista; SF: Semifinalista; QF: Quarts de final; Q: Qualificació; A: Absent; RR: Round Robin; |    |    |   |    |    |    |    |    |    |   |    |     |    |    |    |    |    |    |    |    |    |    |    |    |    |    |    |    |    |     |    |        |

### Dobles femenins
| Australian Championships | 1R | 2R | A | QF | SF | F  | SF | F | QF | SF | QF | ... | SF | SF | SF | SF | SF | SF | SF | QF | QF | F  | SF | QF | QF | QF | 1R | QF | 1R | ... | A  | 0 / 27 |
| Internationaux de France | A  | A  | A | A  | A  | QF | A  | A | QF | A  | NC | ... | A  | A  | A  | A  | A  | A  | 1R | 2R | G  | QF | 2R | A  | A  | 2R | A  | 3R | 3R | ... | A  | 1 / 10 |
| Wimbledon | A  | A  | A | A  | 3R | QF | A  | A | 3R | A  | NC | ... | A  | QF | A  | A  | A  | A  | 3R | 3R | 1R | 3R | 2R | A  | A  | 1R | A  | 1R | 1R | ... | A  | 0 / 12 |
| US Championships | A  | A  | A | A  | A  | A  | A  | A | A  | A  | A  | ... | A  | A  | A  | A  | A  | A  | A  | A  | A  | A  | A  | A  | A  | A  | A  | A  | A  | ... | 1R | 0 / 1  |
| Llegenda: G: Guanyadora; F: Finalista; SF: Semifinalista; QF: Quarts de final; Q: Qualificació; A: Absent; RR: Round Robin; |    |    |   |    |    |    |    |   |    |    |    |     |    |    |    |    |    |    |    |    |    |    |    |    |    |    |    |    |    |     |    |        |

### Dobles mixts
| Australian Championships | G | SF | A | SF | SF | 2R | G | G | QF | G | F  | ... | SF | 2R | QF | SF | QF | 1R | SF | 1R | A  | A  | QF | QF | 2R | A | A | A  | A  | ... | A  | 4 / 21 |
| Internationaux de France | A | A  | A | A  | A  | A  | A | A | A  | A | NC | ... | A  | A  | A  | A  | A  | A  | A  | 3R | 1R | QF | 2R | A  | A  | A | A | A  | 2R | ... | 1R | 0 / 6  |
| Wimbledon | A | A  | A | A  | A  | F  | A | A | A  | A | NC | ... | A  | A  | A  | A  | A  | A  | A  | A  | A  | A  | A  | A  | A  | A | A | 3R | 1R | ... | A  | 0 / 3  |
| US Championships | A | A  | A | A  | A  | A  | A | A | A  | A | A  | ... | A  | A  | A  | A  | A  | A  | A  | A  | A  | A  | A  | A  | A  | A | A | A  | A  | ... | QF | 0 / 1  |
| Llegenda: G: Guanyadora; F: Finalista; SF: Semifinalista; QF: Quarts de final; Q: Qualificació; A: Absent; RR: Round Robin; |   |    |   |    |    |    |   |   |    |   |    |     |    |    |    |    |    |    |    |    |    |    |    |    |    |   |   |    |    |     |    |        |